# Johan Conrad Wodroff
Johan Conrad Wodroff (født 4. august 1690, død 30. december 1747) var en dansk søofficer.
Forældrene var krigsråd Johan Conrad Wodroff, kommissariatsskriver i Generalkommissariatets tyske kontor, og Cathrine Elisabeth, født Grünhagen. Wodroff blev kadet 1707, sekondløjtnant 1709, premierløjtnant 1711, kaptajnløjtnant 1714, kaptajn 1719, kommandørkaptajn 1727, schoutbynacht 1742 og viceadmiral 1747.
1715 var han chef for fregatten Fønix og deltog under Christen Thomesen Sehested i angrebet på Stralsund, ved hvilken lejlighed han udmærkede sig. Året efter var han med samme fregat i Østersøen, 1717 førte han fregatten Hvide Ørn og konvojerede mellem København og Fladstrand; vinteren over havde han station ved Christiansø. 1718 førte han på ny fregatten i Peter Rabens flåde i Østersøen, hvor han gjorde god fyldest ved rekognosceringer og opbragte adskillige priser. 1719 og 1720 førte han igen Hvide Ørn, henholdsvis i Østersøen ud for Karlskrona og i Kattegat, hvorfra han deltog i arbejdet med optagelse af de i Marstrand sunkne svenske skibe. 
Senere (1731 og 1732) var han på besejlingstogter som linjeskibschef i Østersøen. 1743 fungerede han som chef for de værnepligtige matroser i København, senere ud på året førte han en eskadre på 6 linjeskibe. 1744 sendtes Wodroff til Norge for der at ordne udskrivningsvæsenet for søfolkenes vedkommende. 1746, da Marinens tidligere kollegier sammensmeltedes til et fælles Admiralitets- og Generalkommissariatskollegium, indtrådte han som deputeret i dette og forblev her til sin død; 1747 udnævntes han til præses i kommissionen til Dokkens eftersyn, men døde samme år. 1743 havde Wodroff forfattet en signalbog, der indførtes til brug på flåden. Han synes at have været ugift.